# Hundsbach (Haut-Rhin)
Hundsbach település Franciaországban, Haut-Rhin megyében. Lakosainak száma 357 fő (2022. január 1.). Hundsbach Willer, Hausgauen, Wahlbach és Franken községekkel határos.

## Népesség
A település népességének változása:
| Lakosok száma | 341  | 344  | 350  | 346  | 354  | 359  | 359  | 358  | 357  |
|               | 2013 | 2015 | 2016 | 2017 | 2018 | 2019 | 2020 | 2021 | 2022 |